# Lena landskommun, Västergötland
För landskommunen med detta namn i Uppland, se Lena landskommun, Uppland.
Lena landskommun var en tidigare kommun i dåvarande Älvsborgs län.

## Administrativ historik
När kommunbegreppet infördes i samband med att 1862 års kommunalförordningar trädde i kraft inrättades över hela landet cirka 2 400 landskommuner.
I Lena socken i Kullings härad i Västergötland inrättades denna kommun.
Vid kommunreformen 1952 uppgick denna kommun i Vårgårda landskommun som 1971 ombildades till Vårgårda kommun.

## Politik

### Mandatfördelning i valen 1946
| 1 | 7 | 5 | 2 |

| 15 |